# Bernard Farcy

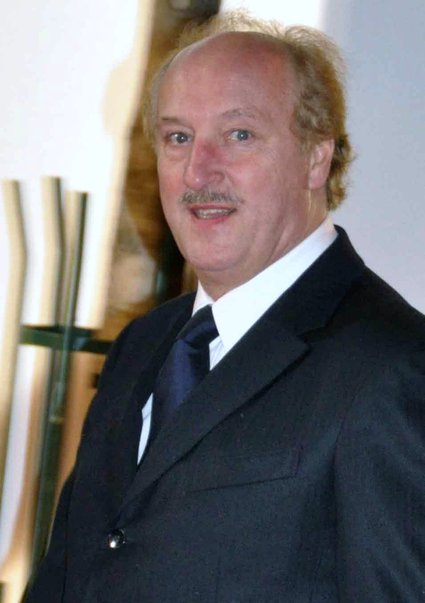
Bernard Farcy

Bernard Farcy (* 17. März 1949 in Lyon) ist ein französischer Schauspieler.

## Leben
Farcy begann seine Schauspielkarriere Ende der 1970er Jahre mit einer Rolle in der französischen Miniserie Joséphine ou la comédie des ambitions. 1983 hatte er eine kleine Rolle im Spielfilm Der Mond in der Gosse von Jean-Jacques Beineix. Bis Mitte der 1990er Jahre spielte er Nebenrollen in verschiedenen französischen Filmproduktionen, unter anderem an der Seite von Jean-Paul Belmondo und Alain Delon. 1998 wurde er für die Rolle des inkompetenten Kommissars Gilbert in der Luc-Besson-Produktion Taxi besetzt, durch welche er größere Bekanntheit erlangte und welche er auch in den folgenden vier Fortsetzungen darstellte. In der Folge hatte er größere Rollen in den Comicverfilmungen von Asterix und Isnogoud.
2006 stellte er den ehemaligen Staatspräsidenten Charles de Gaulle im France-2-Zweiteiler Le Grand Charles dar. 2008 spielte er am Théâtre du Gymnase in Paris die Titelrolle in der auf dem gleichnamigen Film von und mit Louis de Funès basierenden Theaterkomödie Oscar.

## Filmografie (Auswahl)
- 1987: Der Profi 2 (Le solitaire)
- 1988: Panther II – Eiskalt wie Feuer (Ne réveillez pas un flic qui dort)
- 1997: Das fünfte Element
- 1998: Taxi
- 2000: Taxi Taxi (Taxi 2)
- 2001: Pakt der Wölfe (Le Pacte des loups)
- 2002: Asterix & Obelix: Mission Kleopatra (Astérix & Obélix: Mission Cléopâtre)
- 2003: Taxi 3
- 2004: Der Partykönig von Ibiza (People)
- 2005: Isnogud – Der bitterböse Großwesir (Iznogoud)
- 2006: Charles de Gaulle – Ich bin Frankreich! (Le grand Charles)
- 2007: Taxi 4
- 2010: Auf der Suche nach der verlorenen Zeit (À la recherche du temps perdu)
- 2016: Die verrückte Reise von Max & Leon (La folle histoire de Max et Léon)
- 2018: Taxi 5

## Auszeichnungen
- 2006: Emmy-Nominierung für Le Grand Charles[1]